# Конрад II фон Мюленарк
Конрад II фон Мюленарк (на немски: Konrad von Müllenark Herr zu Tomburg; † 7 юли 1326) от фамилията фон Мюленарк е господар на замък Томбург при Райнбах при Бон и господар на Мюленарк в Северен Рейн-Вестфалия.
Той е син на Херман фон Мюленарк († 1294/1296), фогт на замък Томбург, и съпругата му Мехтилд фон Вирнебург († сл. 1302), дъщеря на граф Хайнрих I фон Вирнебург († сл. 1298) и Понцета фон Оберщайн († 1311). Майка му е сестра на Хайнрих II († 1332), архиепископ и курфюрст на Кьолн (1304 – 1332). Внук е на Конрад фон Мюленарк († 1265) и втората му съпруга фон Зафенберг, дъщеря на Вилхелм фон Дик-Зафенберг († 1252). Роднина е на Хайнрих I фон Мюленарк († 1238), архиепископ на Кьолн (1225 – 1238).
От 1090 до 1230 г. господарите фон Мюленарк са господари на замък Томбург. През 1253 г. дядо му Конрад фон Мюленарк († 1265) получава от граф Дитрих IV фон Клеве († 1260) правото на бургграф на Томбург. Те се наричат оттогава „фон Томбург“.

## Фамилия
Конрад II фон Мюленарк се жени за Мехтилдис. Бракът е бездетен.
Конрад II фон Мюленарк се жени се жени втори път пр. 18 януари 1323 г. за Рикардис фон Щолберг-фон Френц († сл. 1324), дъщеря на Вилхелм IV фон Щолберг-Зетерих († 1304) и втората му съпруга Мехтилд фон Райфершайт († сл. 1304). Те имат децата:
- Ернст фон Мюленарк († пр. 11 септември 1353, убит), каноник в „Св. Гереон“ в Кьолн
- Маргарета фон Мюленарк († сл. 22 август 1338), омъжена за Йохан III Шайфарт фон Мероде († ок. 10 юни 1344/11 ноември 1344)
- Вернер фон Томбург († 10 юни 1362), господар на Томбург, женен на 1 октомври 1330 г. за Ирмезинд фон Бланкенхайм († 1365); баща на четири деца